# الحبيب المتطابق
الحبيب المتطابق ((الكورية: DNA 러버)) هو مسلسل تلفزيوني كوري جنوبي، بطولة تشوي سي وون، جونغ إن-سون، لي تاي-هوان، جونغ يو جين. عرض على قناة تشوسون تي في في 17 أغسطس الى 6 اكتوبر 2024، تم بثه كل يومي السبت والاحد الساعة 21:10 (KST).

## القصة
شيم يون وو (تشوي سي وون) هو طبيب أمراض النساء والتوليد ويدير عيادة شيم الخاصة به. شيم يون وو جيد في الاستيلاء على قلوب النساء. في هذه الاثناء، هان سو جين (جونغ إن-سون) باحثة وتعمل في مركز الجينات. إنها غريبة الأطوار نوعًا ما وهي مهووسة بالعثور على الرجل المناسب لها وراثيًا. يتشابك شيم يون وو وهان سو جين مع بعضهما البعض تدريجياً.

## طاقم

### رئيسي
- تشوي سي وون في دور شيم يون وو: طبيب توليد وأمراض النساء ذو خبرات مميزة في مستشفى شيم.[4]
- جونغ إن-سون في دور هان سو جين: باحثة في مركز جينات، المهووسة بإيجاد "التطابق الوراثي" الشخص المثالي، وهي شخص مليئ بصفات الأوتاكو.[4]
- لي تاي هوان في دور سيو كانغ هون: رجل إطفاء ومقرب من سو-جين.[4]
- جونغ يو-جين في دور جانغ مي-اون.[4]

### داعم
- سيو جي-يونغ في دور يو ميونغ-هي[5]
- جونغ يي-رانغ: رئيسة الممرضات التي تعمل مع هيون-وو.[6]
- جيونغ مين-سونغ: أب محب وحنون يقوم بتربية ولدين بينما يفتقد زوجته التي رحلت قبله.[7]

## التقييمات
| الحلقات | تاريخ البث     | تقييمات (نيلسن كوريا) |
| الحلقات | تاريخ البث     | على الصعيد الوطني     |
| ------- | -------------- | --------------------- |
| 1       | 17 اغسطس 2024  | 1.132%                |
| 2       | 18 اغسطس 2024  | 0.62%                 |
| 3       | 24 اغسطس 2024  | 0.776%                |
| 4       | 25 اغسطس 2024  | 0.757%                |
| 5       | 31 اغسطس 2024  | 0.627%                |
| 6       | 1 سبتمبر 2024  | 0.578%                |
| 7       | 7 سبتمبر 2024  | 0.704%                |
| 8       | 8 سبتمبر 2024  | 0.644%                |
| 9       | 14 سبتمبر 2024 | 0.727%                |
| 10      | 15 سبتمبر 2024 | 0.632%                |
| 11      | 21 سبتمبر 2024 | 0.609%                |
| 12      | 22 سبتمبر 2024 | 0.897%                |
| 13      | 28 سبتمبر 2024 | 0.555%                |
| 14      | 29 سبتمبر 4202 | 0.689%                |
| 15      | 5 اكتوبر 2024  | 0.699%                |
| 16      | 6 اكتوبر 2024  |                       |
| متوسط   |                |                       |

## الإنتاج
المسلسل من اخراج سونغ تشي ووك، الذي شارك في اخراج كايروس (2020) الغد (2022)، ومن كتابة جيونغ سو مي، التي كتبت ولد مجدا (2020)، وإنتاجه من قبل الشركة المسوؤلة عن اعمال قناة تشوسون هايجرواند بتعاون مع اي بي بوكس ميديا وبان انترتيمنت.

## روابط خارجية
- الموقع الرسمي
 (بالكورية)
- الحبيب المتطابق على موقع IMDb (الإنجليزية)
- الحبيب المتطابق على موقع قاعدة بيانات الفيلم (الإنجليزية)
- الحبيب المتطابق على هانسينما